# Internacional Gay and Lesbian Football Association
A Internacional Gay and Lesbian Football Association - IGLFA é uma associação que organiza a Copa do Mundo de Futebol Gay.